# Hängbjörk
Hängbjörk (Betula pendula f. tristis) är en form av växtarten vårtbjörk (Betula pendula), med betydligt mer hängande, "slokande" grenar och en klar vit stam med tydliga horisontella tunna band. Ser annars ut som vårtbjörk. Hängbjörkar blir ca 15 meter höga. Den odlas ganska allmänt i svenska parker, både hängbjörken och den liknande sorten tårbjörk (Betula pendula var. youngii) är populära träd på kyrkogårdar eftersom de ger ett sorgset uttryck. Vårtbjörk kallas ibland för hängbjörk, bl.a. i många dikter.